# Pirati XXI veka
Pirati XXI veka (en ruso:'Пираты XXI века'). Significa "Piratas del siglo XXI". Es el sexto álbum de estudio de la banda de ska punk rusa, Leningrad. Se convirtió en uno de los álbumes más exitosos. La canción “WWW” llegó a la cima del Hit Parade de Radio Nashe y se realizó un video de la canción. El grupo Obmorok y Mama grabó una versión de este tema para un acto tradicional en Uzbekistán y lo cantó en año nuevo en el canal Ren-TV. Fue filmado otro clip para la canción “Mne bi v nebo”.

## Listado de temas
| N.º   | Título                                                                  | Duración |  |
| 1.    | «WWW»                                                                   | 2:47     |  |
| 2.    | «Бляди - Blyadi - (Puta)»                                               | 3:31     |  |
| 3.    | «Пидарасы - Pidarasi - (Pidarasi)»                                      | 2:54     |  |
| 4.    | «Комон эврибади - Komon Evribadi»                                       | 2:15     |  |
| 5.    | «Собака Баскервилей - Sobaka Baskerviley - (Perro de Baskerville)»      | 2:17     |  |
| 6.    | «Резиновый мужик - Rezinoviy Muzhik - (El Hombre de Goma)»              | 1:25     |  |
| 7.    | «Мне бы в небо - Mne bi v Nebo - (Me Gustaría estar en el Cielo)»       | 3:36     |  |
| 8.    | «Люди не летают - Lyudi Ne Letayut - (Las personas no vuelan)»          | 2:24     |  |
| 9.    | «У меня есть все - U Menya Est' Vse»                                    | 4:26     |  |
| 10.   | «Новый год - Noviy God - (Año Nuevo)»                                   | 2:10     |  |
| 11.   | «Бананы - Banani - (Bananas)»                                           | 3:41     |  |
| 12.   | «Без тебя - Bez Tebya - (Sin ti)»                                       | 3:25     |  |
| 13.   | «Привет, Джимми Хендрикс! - Privet, Jimy Hendrix - (Hola Jimy Hendrix)» | 3:34     |  |
| 14.   | «Ласточка - Lastochka»                                                  | 3:14     |  |
| 41:46 |                                                                         |          |  |